# هنريك إيبرل
هنريك إيبرل (بالألمانية: Henrik Eberle)‏ هو مؤرخ العصر الحديث ‏ ألماني، ولد في 3 مايو 1970 في كيمنتس في ألمانيا.

## وصلات خارجية
- هنريك إيبرل على موقع ميوزك برينز (الإنجليزية)
- هنريك إيبرل على موقع ديسكوغز (الإنجليزية)